# Корецкий, Юрий Владимирович
Юрий (Георгий) Владимирович Корецкий (укр. Юрій Володимирович Корецький; 1911—1941) — украинский советский поэт, переводчик, журналист, филолог, член Союза писателей Украины.

## Биография
Юрий Корецкий родился 11 (24) мая 1911 года в Екатеринославе  в семье юриста Владимира Корецкого. Племянник кинематографиста Л. М. Корецкого и народной артистки Украинской ССР Е. Э. Азарх-Опаловой. 
В 1916 году вместе с семьёй переехал в Харьков. Там Юрий Корецкий окончил среднюю школу и поступил в Институт советского строительства и права, намереваясь стать юристом, как и его отец. Позднее он поменял это решение и в 1931 году окончил Харьковский институт профобразования.
Начал печататься в 1924 году в возрасте 13 лет. Его произведения публиковались в изданиях «Пламя», «Радянська література», «Соціалістична Харківщина», коллективном сборнике «Радиус авангардовцев». Работал в редакциях газет «На зміну», «Комуніст» и «Соціалістична Харківщина». Переводил на украинский язык произведения В. Шекспира, В. Скотта, Дж. Байрона, Ф. Шиллера, Г. Гейне, Ч. Диккенса. Автор ряда литературно-критических статей. Некоторые стихи Корецкого были положены на музыку: «Пісня юних техніків», «Травень, май майорить»  (обе - композитор А. Арнаутов), «Пітьмі війна» (композитор Ю. Мейтус). 
С 1938 по 1941 год учился в аспирантуре Харьковского педагогического института. Накануне войны защитил диссертацию на соискание учёной степени кандидата филологических наук (история английской литературы). После начала Великой Отечественной войны пошёл в армию, был сотрудником и корреспондентом армейской газеты «За отчизну». Погиб в 19 сентября 1941 года в Битве за Киев.

## Сочинения
Опубликованы следующие стихотворные произведения Юрия Корецкого:
- 1934 — «Ми ще повернемось!»;
- 1935 —  «Плем'я відважних»;
- 1965 — «Вибране».